# 余秋雨
余 秋雨（よ しゅうう、1946年8月23日 - ）は、中華人民共和国の散文家、小説家。代表作に散文集『文化苦旅』『山居筆記』『霜冷長河』『千年一嘆』『行者無疆』『借我一生』『我等不到了』。

## 略歴
1946年8月23日、浙江省余姚県橋頭鎮（今・余姚市慈渓県）で生まれる。父の余学文は文化大革命の時に10年も監禁され迫害され、叔父の余志士は安徽省蚌埠専区（今・蚌埠市）で脈を切って自殺したことがある。1957年に上海に引っ越した。新会中学、晋元中学、培進中学を経て、1968年、上海戯劇学院戯劇文学系を卒業。
1983年、余は作品を発表し始めた。余は前後して『文化苦旅』、『山居筆記』、『霜冷長河』、『千年一嘆』、『行者無疆』、『借我一生』、『我等不到了』など7部の散文集を出版した。

## 家族
- 妻：馬蘭（中国語版）[2]

## 作品

### 散文集
- 『文化苦旅』
- 『山居筆記』
- 『霜冷長河』
- 『千年一嘆』
- 『行者無疆』
- 『借我一生』
- 『我等不到了』

### 小説
- 『冰河』
- 『空島』
- 『空島・信客』

### 学術作品
- 『戯劇理論史稿』
- 『戯劇審美心理学』
- 『中国戯劇文化史述』
- 『芸術創造工程』